# Condé-sur-Iton
Condé-sur-Iton är en kommun i departementet Eure i regionen Normandie i norra Frankrike. Kommunen ligger i kantonen Breteuil som tillhör arrondissementet Évreux. År 2015 hade Condé-sur-Iton 887 invånare.

## Befolkningsutveckling
Antalet invånare i kommunen Condé-sur-Iton
Referens:INSEE